# Bülent Varol
Bülent Varol (* 1. Januar 1924 in Istanbul; † 28. Oktober 2008) war ein türkischer Fußballspieler. Aufgrund seiner langjährigen Tätigkeit für Beykozspor wird er mit diesem Verein assoziiert. Varol spielte zudem für jeweils eine Saison für die Istanbuler Traditionsvereine Fenerbahçe Istanbul und Galatasaray Istanbul.

## Spielerkarriere

### Verein
Varol begann mit dem Vereinsfußball in der Jugend von Beykozspor und stieg 1940 in die Profimannschaft auf. Zu dieser Zeit existierte in der Türkei keine landesübergreifende Professionelle Liga. Stattdessen bestanden in den Ballungszentren wie Istanbul, Ankara und Izmir regionale Ligen, wovon die İstanbul Futbol Ligi (dt.: Istanbuler Fußballliga) als die renommierteste galt. Beykozspor spielte als Istanbuler Mannschaft in der Istanbuler Fußballliga und zählte zu den alteingesessenen Teams dieser Liga. Varol kam in seinen ersten zwei Spielzeiten zu einem Ligaeinsatz pro Saison. Erst in der Saison 1944/45 gelang ihm der Durchbruch. So kam er in 17 von insgesamt 18 möglichen Ligapartien zum Einsatz und erzielte vier Tore. Sein Team belegte dabei den vierten Tabellenplatz. In der nächsten Spielzeit verlor Varol seinen Stammplatz, ehe er in der Saison 1946/47 wieder zum Stammspieler aufstieg.
In der Spielzeit 1947/48 wechselte Varol zum Stadt- und Ligakonkurrenten Fenerbahçe Istanbul. Hier saß Varol fast ausschließlich auf der Ersatzbank und absolvierte lediglich ein Spiel. Zum Saisonende feierte er mit Fenerbahçe die Meisterschaft der Istanbuler Liga.
Zur nächsten Saison wechselte er erneut, diesmal zu Vefa Istanbul. Hier gelang ihm auf Anhieb der Sprung in die Stammformation und nach zwei Jahren auch in die türkische Nationalmannschaft.
Zur Saison 1950/51 heuerte er bei Galatasaray Istanbul an und spielte hier in einer Spielzeit in acht Ligapartien, in denen er zweimal traf.
Bereits nach einer Saison verließ er dann Galatasaray und wechselte innerhalb der Liga zu Emniyet SK. Für diesen Verein spielte er die nächsten fünf Jahre und kehrte zum Sommer 1956 zu seinem alten Klub Vefa Istanbul zurück. Dort unterschrieb er zwar einen Dreijahresvertrag, beendete aber früher seine Spielerlaufbahn. Nach seinem Wechsel zu Vefa absolvierte er kein Pflichtspiel für diesen Klub.

### Nationalmannschaft
Varol wurde im Rahmen eines zum 28. Mai 1950 angesetzten Testspiels gegen die Iranische Nationalmannschaft vom damaligen Nationaltrainer Peter Molloy das erste Mal in den Kader der türkischen Nationalmannschaft berufen. Bei dieser Partie spielte er von Anfang an und absolvierte sein erstes und einziges Länderspiel.
Etwa ein halbes Jahr nach diesem Länderspieleinsatz absolvierte er im Dezember 1950 ein Spiel für die zweite Auswahl der türkischen Nationalmannschaft.

## Erfolge
mit Fenerbahçe Istanbul
- İstanbul Futbol Ligi: Meister 1947/48